# Conhece a ti mesmo

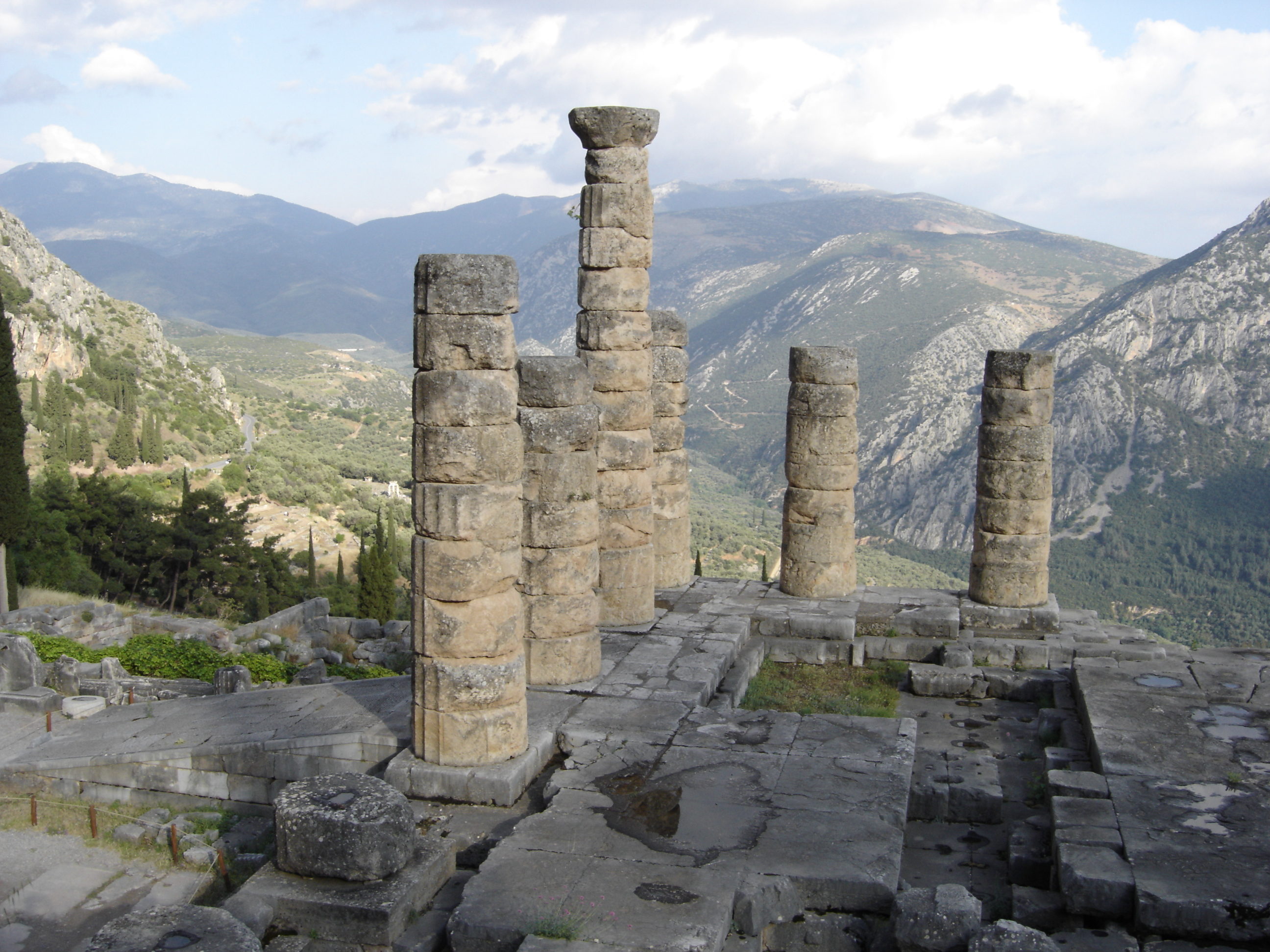
Ruínas do Templo de Delfos

O aforismo do grego antigo "conhece a ti mesmo" (grego: γνῶθι σεαυτόν, transliterado: gnōthi seauton; também ... σαυτόν ... sauton com o ε contraído), também comumente encontrado em português na forma "conhece-te a ti mesmo", é uma das máximas délficas e foi inscrita no pronau (pátio) do Templo de Apolo em Delfos de acordo com o escritor Pausânias (10.24.1). Em latim a frase, "conhece a ti mesmo", é geralmente dada como Nosce te ipsum ou temet nosce.
A máxima, ou aforismo, "conhece a ti mesmo" teve uma variedade de significados atribuídos a ele na literatura.

## Atribuição
O aforismo tem sido atribuído aos antigos sábios gregos:
- Bias de Priene[5]
- Quilon de Esparta[6]
- Cleóbulo de Lindos[7]
- Heráclito[8]
- Misão de Quene[9]
- Periandro[10]
- Pítaco de Mitilene[9]
- Pitágoras
- Sócrates[11][12]
- Sólon de Atenas[13]
- Tales de Mileto[14]

Diógenes Laércio atribui a máxima a Tales, mas também observa que Antístenes em seus As sucessões dos filósofos atribui a Femonoe, uma poetisa grega mítica, embora admitindo que a máxima foi apropriada por Chilon (Vitae Philosophorum I, Tales, 15). Em uma discussão de moderação e auto-consciência, o poeta romano Juvenal cita a frase em grego e afirma que o preceito descendeu de caelo ("do céu").
A autenticidade de todas essas atribuições tem sido posta em dúvida. De acordo com alguns estudiosos modernos, "A autoria real das três máximas estabelecidas no templo de Delfos poderão ser deixados na incerteza mais provável é que foram provérbios populares, que tenderam mais tarde a serem atribuídos a determinados sábios."

## Uso

### Antigo Egito
Há duas partes do antigo templo de Luxor, o templo externo, onde os iniciantes estão autorizados a entrar e o templo interior onde se pode entrar só depois de comprovado digno e pronto para adquirir maior conhecimento e insights. Um dos provérbios do Templo exterior é "O corpo é a casa de Deus." É por isso que se diz: "Homem, conhece a ti mesmo." No Templo Interior, um dos muitos provérbios é "Homem, conhece a ti mesmo, assim conhecerá os deuses."

### Platão
Platão emprega a máxima "Conhece-te a ti mesmo" através do personagem de Sócrates para motivar seus diálogos. Platão deixa claro que Sócrates está se referindo a uma sabedoria de longa data. Benjamin Jowett em sua tradução dos Diálogos de Platão enumerou seis diálogos que discutem ou exploram o ditado de Delfos: (usando a paginação de Estefano) Cármides (164D), Protágoras (343B), Fedro (229E ), Filebo (48C), Leis (II.923A), Alcibiades I (124A, 129A, 132C).

### Contemporâneos de Sócrates
Como Platão, Xenofonte relata o uso da máxima por Sócrates como um tema organizador de um longo diálogo com Eutídemo em Memorabilia de Xenofonte.
Aristófanes é o terceiro contemporâneo de Sócrates, cuja descrição de Sócrates e seus ensinamentos permanecem existentes. Em As nuvens, Aristófanes faz uma paródia dos filósofos em geral e de Sócrates em particular. As palavras γνώσει δὲ σαυτὸν (Conhece a si mesmo) são utilizados nesta obra por um pai ridicularizando seu filho sobre sua falta de aprendizado, "E você conhece a si mesmo, o quanto ignorante e estúpido você é."

### Usos posteriores

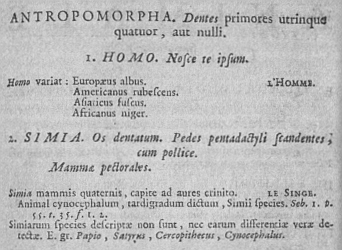
Detalhe da 6.ª edição do Linnaeus Systema Naturae (1748). "HOMO. Nosce te ipsum."

A Suda, uma enciclopédia grega de conhecimento do século X, diz: "o provérbio é aplicado àqueles que tentam ultrapassar o que são", ou ainda um aviso para não prestar atenção à opinião da multidão.
Uma obra pelo filósofo medieval Pedro Abelardo é titulada Scito te ipsum ("conhece a ti mesmo") ou Ethica.
De 1539 em diante a frase Nosce te ipsum e suas variantes latinas foram usadas frequentemente nos textos anônimos escritos para as Folhas anatômicas impressas na Veneza, bem como para mais tarde em atlas anatômicos impressos em toda a Europa. As Folhas anatômicas da década de 1530 são os primeiros casos em que a frase foi aplicada ao conhecimento do corpo humano atingido através de dissecação.
Em 1651, Thomas Hobbes usou o termo nosce' teipsum que ele traduziu como "leia-se" em sua famosa obra, O Leviatã. Ele estava respondendo a uma filosofia popular do momento que dizia que se pode aprender mais, estudando os outros do que a partir de livros de leitura. Ele afirma que se aprende mais, estudando-se: particularmente os sentimentos que influenciam nossos pensamentos e motivam nossas ações. Hobbes afirma, "mas para nos ensinar que a semelhança dos pensamentos e paixões de um homem, os pensamentos e paixões de outro, todo aquele que olhar para dentro de si e contemplar o que faz quando pensa, opina, raciocina, tem esperança, medo, etc., e sobre que bases, ele deve, assim, ler e saber quais são os pensamentos e paixões de todos os outros homens sobre as ocasiões parecidas".
Em 1734, Alexander Pope escreveu um poema intitulado "Um ensaio sobre o homem, Epístola II", que começa "Conhece a ti mesmo, então, não presuma Deus para fazer a varredura, o estudo adequado da humanidade é o homem."
Em 1735, Carl Linnaeus publicou a primeira edição da Systema Naturae no qual ele descreveu os seres humanos (Homo) com a simples frase "Nosce te ipsum".
Em 1750 Benjamin Franklin, em seu Almanaque do Pobre Ricardo, observou a grande dificuldade de se conhecer a si mesmo, com: "Há três coisas extremamente duras, o aço, o diamante e conhecer a si mesmo". Ben Franklin observa que é extremamente difícil conhecer a si mesmo.
Em 1755 Jean-Jacques Rousseau, no Prefácio de seu livro Discurso sobre a Origem e os Fundamentos da Desigualdade entre os Homens diz: "De todos os conhecimentos humanos, o mais útil e o menos avançado parece-me ser o do homem; aliás, atrevo-me a dizer que até a inscrição do Oráculo de Delfos (conhece-te a ti mesmo) continha um preceito mais importante e mais difícil que todos os livros dos moralistas".
Em 1831, Ralph Waldo Emerson escreveu um poema intitulado "Γνώθι Σεαυτόν", ou Gnothi Seauton ("Conhece a ti mesmo"), sobre o tema "Deus em ti." O poema é um hino à crença de Emerson que "conhecer a si mesmo" significava conhecer a Deus que Emerson dizia existir dentro de cada pessoa.
Em 1857, Allan Kardec em O Livro dos Espíritos, pergunta 919, questiona "Qual o meio prático mais eficaz que tem o homem de se melhorar nesta vida e de resistir à atração do mal?" e obtém dos Espíritos a resposta “Um sábio da Antiguidade vo-lo disse: 'Conhece-te a ti mesmo'”. Reconhecendo a sabedoria da máxima, pergunta a seguir qual o meio de conhecer-se a si mesmo, obtendo detalhada resposta com instruções práticas e considerações filosófico-morais.
Em 1886, Friedrich Nietzsche na obra Além do Bem e do Mal, citou o termo na parte dessa dedicada a aforismos e interlúdios, com a crítica do seu suposto significado.
Em 1998, o Papa João Paulo II cita o termo na introdução da Encíclica Fides et Ratio. Nesta Encíclica, que discorre sobre a crise da Filosofia, o Papa cita o termo como "regra mínima de todo o homem que deseje distinguir-se", isto é, um convite a pensar na verdade, pois, se nós não pensarmos, outros fatalmente pensarão por nós.
As irmãs Lilly e Lana Wachowski, diretoras de cinema, utilizaram uma das versões latinas (temet nosce) deste aforismo como inscrição sobre a porta do Oráculo em seus filmes The Matrix (1999) e The Matrix Revolutions (2003).